# الأب كريسماس
الأب كريسماس هو الاسم الإنجليزي التقليدي للشخصية التي تجسّد عيد الميلاد. على الرغم من أنه يُعرف الآن باسم حامل هدايا عيد الميلاد، وعادةً ما يُعدّ مرادفًا لبابا نويل، فهو في الأصل جزءٌ من تقليد في الفلكلور الإنجليزي أقدم بكثير ولا علاقة له به. تطورت الشخصية المعاصرة المعروفة للأب كريسماس الإنجليزي في أواخر العصر الفيكتوري، إنّما جُسّد عيد الميلاد بشخصية صورية لعدة قرون قبل ذلك.
يعود تاريخ أوّل تجسيد إنجليزي لعيد الميلاد في القرن الخامس عشر، وظهر الأب كريسماس نفسه لأول مرة في منتصف القرن السابع عشر، في أعقاب الحرب الأهلية الإنجليزية. أصدرت الحكومة الإنجليزية التي سيطر عليه المذهب البيوريتاني أصدرت قوانين بإلغاء عيد الميلاد، لاعتبارها إياه احتفالًا كاثوليكيًا، وحظرت طقوسه التقليدية. تبنّى مؤلّفو الكراريس السياسية المؤيدة للملكية، والذين ربطوا التقاليد القديمة بقضيتهم، تبنّوا شخصية الأب كريسماس العجوز بوصفه رمزًا «للزمن الجميل» ذي الولائم والبهجة الحقّة. وبعد استرداد الملكية الإنجليزية في العام 1660، تراجعت شهرة الأب كريسماس. إنما بقيت شخصيته حيةً في أواخر القرن الثامن عشر وحتى القرن التاسع عشر في مسرحيات عيد الميلاد الشعبية والتي عُرفت لاحقًا باسم مسرحيات التمثيل الإيمائي.
حتى العصر الفيكتوري، اختصت شخصية الأب كريسماس بتقديم الولائم ونشر البهجة. ولم يكن له ارتباطٌ خاصّ بالأطفال، أو بتقديم الهدايا، أو الزيارات الليلية، أو وضع الهدايا في الجوارب، أو المداخن، أو غزلان الرنة. ولكن مع تطوّر احتفالات عيد الميلاد الفيكتورية وتحوّلها لمهرجانات عائلية تتمحور حول الطفل، راحت تُعرف شخصية الأب كريسماس بجلب الهدايا.
وصلت أسطورة بابا نويل الأمريكية الشهيرة إلى إنجلترا في خمسينيات القرن التاسع عشر، وبدأت شخصية الأب كريسماس تتّسم بسمات بابا نويل. بحلول ثمانينيات القرن التاسع عشر، ترسّخت العادات الجديدة، وأصبح الزائر الليلي يُطلَق عليه أحيانًا اسم بابا نويل وأحيانًا اسم الأب كريسماس. وغالبًا ما يرتدي ثوبًا أحمر طويلًا بقبّعة ومزينًا بالفراء الأبيض.
اختفت معظم الفروق القديمة بين شخصيتيّ الأب كريسماس وبابا نويل بصورة كبيرة في أوائل القرن العشرين، وتعتبر القواميس الحديثة أن الأب كريسماس وبابا نويل كلمتان مترادفتان.

## بواكير احتفالات منتصف الشتاء
ظهرت تقاليد الاحتفال والولائم في لأول مرة في السجل التاريخي في العصور الوسطى العليا (1100 – 1300 تقريبًا). ومن شبه الأكيد أن تلك التقاليد كانت استمرارًا لاحتفالات منتصف الشتاء الوثنية في بريطانيا والتي –كما ذكر المؤرخ رونالد هوتون– «ليس لدينا أي تفاصيل تتعلق بها». ظهرت محاولات تجسيد عيد الميلاد لاحقًا، وكانت تمثّل انعكاسًا للعادات السائدة.

## القرن الخامس عشر –ظهور أول تجسيد إنجليزي لعيد الميلاد
ارتبط أول تجسيد إنجليزي معروف لعيد الميلاد باللهو، والغناء، والشرب. في ترنيمة تُنسب لريتشارد سمارت، قسيس أبرشية بليمتري في ديفون من العام 1435 حتى العام 1477، جاء فيها إعلان «السير كريستيماس» نبأ ولادة المسيح ودعوته مستمعيه للشرب: «ابتهجوا وامرحوا / وغنوا معنا الآن بسرور: نويل، نويل».
اشتملت العديد من تقاليد عيد الميلاد في العصور الوسطى على سمات دينية ولا دينية. في نورتش في يناير من العام 1443، في معركة تقليدية بين الجسد والروح (ممثلة في عيد الميلاد والصوم الكبير)، سار جون غلادمان على حصانه متوَّجًا ومتنكرًا في زي «ملك الكريسماس»، سار وراء موكبٍ للشهور «متنكرةً وفقًا لمقتضيات الفصل» على حصان مزين بأوراق القصدير.

## القرن السادس عشر –الولائم، والترفيه، والموسيقا
في معظم أنحاء إنجلترا، بحلول القرن الحادي عشر استُبدلت الكلمة القديمة «يول» بكلمة «كريسماس»، ولكن بقي مصطلح «يول» في بعض الأماكن ضمن اللهجات المحلية. واستمرت مدينة يورك بالاحتفال السنوي بيوم القديس توماس لرحلة يول مع زوجته والذي تضمن شخصية تجسّد شخصية يول التي حملت الخبز وقطعةً الساق من لحم الضأن. في العام 1572، حُظر الركوب بأمر من رئيس الأساقفة، الذي اعترض على «التنكر غير المحتشم وغير اللائق» الذي أبعد الكثيرَ من الناس عن الصلاة العامة.
استمرّت تلك التجسيدات، التي توضح الافتتان في القرون الوسطى بالمهرجانات والرمزية، استمرت طوال عصريّ تيودور وستيوارت بوجود شخصيات سيّد العربدة، والتي تسمى أحيانًا «كابتن كريسماس»، أو «أمير كريسماس»، أو «سيد الكريسماس»، تترأس الاحتفال والولائم في المنازل الكبيرة، والكليات الجامعية، وقاعات المحكمة.
في مسرحيته الرمزية وصية سمر الأخيرة، والتي كُتبت في العام 1592 تقريبًا، وبهدف إضفاء طابعٍ فكاهيّ، قدم توماس ناش شخصية عيد الميلاد البائسة التي ترفض الاحتفاظ بالعيد. يذكّره سمر بالدور التقليدي الذي ينبغي عليه أن يؤديه: «عيد الميلاد، لماذا لا تتصرف مثل الآخرين،/مصحوبًا ببعض الموسيقا، أو بعض الأغاني؟ / كان بإمكانك استخدام ترنيمة مرحة؛ / وهو ما فعله أسلافك حتى الآن».

## القرن السابع عشر –الدين والسياسة

### الانتقادات البيوريتانية
استخدم الكتاب في أوائل القرن السابع عشر أساليب تمثّل الشخصية والرمزية وسيلةً للدفاع عن عيد الميلاد من انتقادات البروتستانت الراديكاليين.
وفي معرض استجابته للانخفاض الملحوظ في مستويات الاحتفاء بعيد الميلاد لدى طبقة النبلاء، قدّم بن جونسون شخصية الأب كريسماس في مسرحية عيد الميلاد قناعه بأزياء لا تنتمي للعصر: «مرتديًا بنطالًا دائريًا، وجوارب طويلة، ومعطفًا ضيقًا، وقبعة ذات تاج عالٍ بدبوس زينة، ولحية طويلة رفيعة، وهراوة، ومخرّمات صغيرة، وحذاء أبيض، وشاله، وأربطة السيقان المعقودة». مع إحاطة الحراس به، تؤكد شخصية عيد الميلاد على مكانها الشرعيّ في الكنيسة البروتستانتية وتحتج على محاولات استبعادها: «أيها السادة، هل تعرفون ما أنتم فاعلون؟ ها! أتفضّلون إبعادي؟ عيد الميلاد، عيد الميلاد القديم؟ عيد الميلاد في لندن، وكابتن كريسماس؟ ... لا يسمحون لي بالدخول: عليّ أن أعودَ مرة أخرى! يا لها من نكتة سخيفة، وكأنّه بإمكاني القدوم أكثر من مرة واحدة في السنة؛ لستُ شخصًا خطيرًا، ولهذا أخبرت أصدقائي، أيها الحارس. ما زلت غريغوري كريسماس نفسه، وعلى الرغم من أنني جئتُ من زقاق بوب هيدز، فإنني بروتستانتي صالحٌ، مثل غيري في الأبرشية».
تشير الإرشادات المسرحية في مسرحية ذا سبرينغز غلوري، وهي مسرحية ماسك من العام 1638 من تأليف توماس نابز، تشير إلى أن «عيد الميلاد يجسّده رجل نبيل عجوز يرتدي ثوبًا من الفرو وقبعة وغيره». ويتنازع المَرفَع وعيد الميلاد أيهما يسبق الآخر، ويطلق المَرفَع تحديه: «أقول يا عيد الميلاد إنك فترةٌ مضت، لقد سقطت من التقويم. استسلم، استسلم». ويرد عليه عيد الميلاد: «أأستسلم لك! أنا ملك البهجة والولائم، ورغم أنني آتي مرة واحدة في السنة فإنني أهيمن على الأطعمة المخبوزة، والمغليّة، والمشوية، والعصيدة، رغمًا عن حضرتك».
واستمر ظهور هذا النوع من الشخصيات بشكل متكرر في الـ 250 عامًا التالية في الصور، والمسرحيات، والمسرح الشعبي. في البداية، عُرفت الشخصية باسم «السيد كريسماس» أو «سيد الكريسماس»، ثم راح يُعرف لاحقًا أكثر فأكثر باسم «الأب كريسماس».